# 近藤頌利
近藤 頌利（、1994年4月12日 - ）は、日本の俳優。大阪府出身。ワタナベエンターテインメント所属、劇団Patchのメンバー（3期生・2014年9月15日加入）。

## 略歴
2014年に劇団Patchに加入し、舞台を中心に活動開始する。
まだ仕事がほとんど無かったころ、事務所で雑用などを続けていたことを見ていてくれた事務所スタッフの薦めで、特技を生かした仕事をと『ハイパープロジェクション演劇ハイキュー!!』のオーディションを受けることになる。そして黒尾鉄朗役に合格。そこから、一気に俳優の道が開け始めることとなった。
2025年に『ウルトラマンオメガ』主演・オオキダソラト役に抜擢。オーディションを経ての起用だが、「この年齢でヒーローをやらせていただけるとは思ってもいませんでした」（マスコミ発表時31歳）と述懐している。

## 人物
一人っ子。0歳から母子家庭で育つ。幼少時から目立つことが好きだった。
足のサイズ29センチメートル。特技はバレーボール、野球、水泳・跳躍。趣味はスキューバダイビング、三線、筋トレ、キックボクシング。常翔学園高等学校出身。
子ども時代は、テニスや水泳、バレーボールや野球などを多く経験したスポーツ少年であったという。バレーボール経験から前述の舞台『ハイキュー!!』起用が決まり、オメガ起用もアクション面が評価されたものだったという。
ウルトラシリーズは『ウルトラマンティガ』や『ウルトラマンダイナ』を観ていたという。

## 出演

### テレビドラマ
- 全ラ飯（2023年4月14日 - 6月29日、関西テレビ放送） - 主演・一条颯太 役[8]
- ノンレムの窓 2023 夏 第3話「出世したくない君へ」（2023年7月8日、日本テレビ）[9]
- 院内警察 第4話・第5話・第10話・最終話（2024年2月2日・9日・3月15日・22日、フジテレビ） - 前川大樹 役
- スナック女子にハイボールを 第1話（2024年4月5日、中京テレビ） - ナンパ男 役[10]
- 特捜9 season7 第9話・最終話（2024年5月29日・6月5日、テレビ朝日） - 福本 役
- 秘密〜THE TOP SECRET〜（2025年1月20日 - 4月7日、フジテレビ） - 上野良臣 役[11]
- 復讐カレシ〜溺愛社長の顔にはウラがある〜（2025年2月28日 - 4月18日、毎日放送） - 秋山健吾 役[12]
- ウルトラマンオメガ（2025年7月5日 - 、テレビ東京）- 主演・オオキダソラト / 謎の男 / オメガ 役[13][注 1]
- 浅草ラスボスおばあちゃん 第6話（2025年8月9日、東海テレビ・フジテレビ） - 大澤克彦 / 雷門大澤 役[14]

### 舞台
2015年
- Patch stage vol.6『SPECTER』（2015年3月18日 - 22日、大阪ABCホール） - ココシュカ 役 
- 舞台『K』第二章 -AROUSAL OF KING-（2015年8月5日 - 22日） - アンサンブル出演 
- Patch stage vol.7『幽悲伝』（2015年12月19日 - 20日、森ノ宮ピロティホール） - 大和従者 役 

2016年
- 『オンタマジャクシ』（2016年2月13日 - 14日、フジハラビル） - トウマ 役 
- 浮世戯言歌劇『磯部磯兵衛物語～浮世はつらいよ～ 』高尾山地獄修業編（2016年4月20日 - 25日、大阪ABCホール） - 剛林森男 役 
- 舞台『K』-Lost Small World-（2016年7月22日 - 31日） - 湊秋人 役 
- ハイパープロジェクション演劇『ハイキュー!! 』“烏野、復活!”（2016年10月28日 - 12月4日） - 黒尾鉄朗 役 

2017年
- ハイパープロジェクション演劇『ハイキュー!! 』“勝者と敗者”（2017年3月24日 - 5月7日） - 黒尾鉄朗 役 
- Patch stage vol.10『羽生蓮太郎』（2017年4月24日、dependent theatre 2nd） - 蛍原康 役（日替わり出演）
- 方南ぐみ企画公演  舞台『あたっくNo.1』 （2017年6月2日 - 11日、博品館劇場） - 永井実 二等主計兵曹 役 
- 方南ぐみ企画公演  朗読劇『逢いたくて…』（2017年8月9日、三越劇場） - 石橋補充兵 役 
- ハイパープロジェクション演劇『ハイキュー!! 』〝進化の夏〞（2017年9月8日 - 10月29日） - 黒尾鉄朗 役 
- イヌッコロ×ACTOLI×シザーブリッツ トリプルコラボ公演 第4弾 舞台『バリスタと恋の黒魔術』 （2017年12月20日 - 26日、新宿村LIVE） - 悪魔 役 

2018年
- 駆けはやぶさ ひと大和（2018年2月8日 - 25日） - 伊藤博文 役 
- 平成29年度演劇鑑賞会 劇団Patch特別公演『大阪ドンキホーテ 〜スーパースター Patch ver.〜』（2018年3月23日 - 24日、大阪市中央公会堂） - 星川瞬一 役 他 
- ハイパープロジェクション演劇『ハイキュー!! 』"はじまりの巨人" （2018年4月28日 - 6月17日） - 黒尾鉄朗 役 
- ホリケン演劇の会 第五回公演『ラヴ戦争』（2018年7月20日 - 23日、下北沢 本多劇場）
- 方南ぐみ企画公演  朗読劇 『青空』（2018年8月19日 三越劇場） - 野良猫の小太郎 役 
- 舞台『おおきく振りかぶって 夏の大会編』（2018年9月6日 - 9月30日、サンシャイン劇場 他） - 佐倉大地 役 
- Patch stage vol.12『ボクのシューカツ。』 (2018年10月31日−11月4日、HEP HALL / 11月15日−17日、銀座　博品館劇場) - 葵 役 
- 舞台『歳が暮れ・るYO明治座大合戦祭』（2018年12月28日 - 2019年1月19日） - 劇中ユニットTONO＆KERAI、真田幸綱 役 

2019年
- 『Messiah メサイア トワイライト-黄昏の荒野-』（2019年2月7日 - 17日、池袋サンシャイン劇場 / 3月1日 - 2日、大阪メルパルクホール） - 杉浦レネ 役 
- ハイパープロジェクション演劇 『ハイキュー!! 』"東京の陣"（2019年4月5日 - 5月6日） - 黒尾鉄朗 役 
- 舞台『BOYS★TALK』第4弾（2019年6月5日 - 9日、全労済ホール スペース・ゼロ）
- 舞台『博多豚骨ラーメンズ』（2019年7月13日 - 21日、シアターサンモール） - 初主演・馬場善治 役 
- 朗読劇『朝彦と夜彦1987』（2019年8月8日・10日、シダックスカルチャーホールA） - 夜彦 役 
- 『Messiah メサイア -黎明乃刻-』（2019年9月5日 - 8日、シアターGロッソ / 9月13日 - 16日、大阪メルパルクホール / 9月19日 - 23日、なかのZERO大ホール） - 杉浦レネ 役 
- Patch stage vol.13『カーニバル！カーニバル！カーニバル！カーニバル！カーニバル！カーニバル！カーニバル！カーニバル！カーニバル！カーニバル！カーニバル！カーニバル！カーニバル！』（2019年10月31日 - 11月3日、東京：シアターサンモール / 11月6日 - 10日、大阪：ABCホール） - チンギス・ハーン 役
- 舞台『冒険者たちのホテル～ドラゴンクエストⅩに集いし仲間たち～』（2019年12月18日 - 26日、俳優座劇場） - 末国 役 
- 舞台『明治座の変 麒麟にの・る』（2019年12月30日、明治座） - ゲスト出演：フロイス 役 

2020年
- 『RED&BEAR ~クィーンサンシャイン号殺人事件~』（2020年1月24日 - 2月2日、サンシャイン劇場） - ハルカ 役 
- 舞台『絶響MUSICA THE STAGE』（2020年7月9日・10日） - ゲスト出演：語り部 役 
- ハイパープロジェクション演劇『ハイキュー!! 』"ゴミ捨て場の決戦" （2020年10月31日 - 12月13日） - 黒尾鉄朗 役 
- カンテレ×劇団Patchプロジェクト 音楽朗読劇『マインド・リマインド～I am…～』（2020年12月26日 - 2021年1月31日）

2021年
- カンテレ×劇団Patchプロジェクト 音楽朗読劇『マインド・リマインド～I am…～』（2020年12月26日 - 2021年1月31日）
- 舞台『刀剣乱舞』无伝 夕紅の士 -大坂夏の陣-（2021年4月11日 - 6月27日、IHIステージアラウンド東京） - 大千鳥十文字槍 役 
- 舞台『はい！丸尾不動産です。～本日、家で再会します～』（2021年9月4日 - 10月3日） - 林田正成 役
- 方南ぐみ企画公演 朗読劇『あの空を。』（2021年9月12日・15日・16日、俳優座劇場） - マツオ 役、（16日代役） テル役
- 『ワールドトリガー the Stage』（2021年11月19日 - 12月5日） - 太刀川慶 役

2022年
- 浪花節シェイクスピア『富美男と夕莉子』（2022年5月4日 - 30日）
- 『ワールドトリガー the Stage』大規模侵攻編（2022年8月5日 - 21日） - 太刀川慶 役
- 舞台『アルキメデスの大戦』（2022年10月1日 - 11月3日） - 高任久仁彦 役 

2023年
- ミュージカル『チェーザレ 破壊の創造者』（2023年1月7日 - 2月5日、明治座） - ドラギニャッツォ 役 
- 『HUNTER×HUNTER』THE STAGE（2023年5月12日 - 28日） - レオリオ 役

2024年
- 『HUNTER×HUNTER』THE STAGE2（2024年3月16日 - 4月14日） - レオリオ 役

2025年
- 方南ぐみ企画公演 朗読劇『青空』（2025年2月8日、俳優座劇場）
- 舞台『Take Me Out』2025（2025年5月17日 - 6月8日、よみうりホール / 6月14日・15日、Niterra日本特殊陶業市民会館 ビレッジホール / 6月20日・21日、岡山芸術創造劇場 ハレノワ 中劇場 / 6月27日 - 29日、兵庫県立芸術文化センター 阪急中ホール） - トッディ・クーヴィッツ 役
- 忠臣蔵（2025年12月12日 - 28日〈予定〉、明治座 / 2026年1月3日 - 6日〈予定〉、御園座 / 1月17日〈予定〉、富山県民会館 / 1月24日 - 27日〈予定〉、梅田芸術劇場 メインホール） - 清水一学 役

### 映画
- ビリーバーズ（2022年）

### テレビ番組・配信番組
- 『永田崇人・近藤頌利　おでかけ! in 軽井沢』（2019年1月 ホームドラマチャンネル）[70]
- 『食べドラ2』（2019年11月16日、ホームドラマチャンネル）[71][72]
- 『永田崇人・近藤頌利　おでかけ! in 宮古島』（2019年12月 ホームドラマチャンネル）[70]
- 『アカデミーナイトG』（2019年2月12日 TBS）[73]
- 『ピーチケパーチケ』（2020年8月19日 関西テレビ放送）[74]
- 『ピーチケプラス』（2020年8月22日 関西テレビ放送）[75]
- 『報道ランナー（ランナーマガジンコーナー）』（2020年9月2日 関西テレビ放送）[76]
- 『アカデミーナイトG』（2020年9月8日、TBS）[77]
- 『ピーチケMusic』（2020年9月9日 関西テレビ放送）[78]
- 『ピーチケパーチケ』（2020年9月16日 関西テレビ放送）[79]
- 『ピーチケパーチケ』（2020年9月23日 関西テレビ放送）[80]
- 『ピーチケプラス』（2020年9月26日 関西テレビ放送）[81]
- 『ミルベキ！』（2020年10月14日放送 TBS）[82]
- 『tkmkキッチン』（2021年1月13日 WOWOWオンデマンド初回生放送、1月17日～18日 WOWOWプライム再放送）[83][84]
- 『生配信！2.5次元大演会 ～新春の宴～』（2021年1月17日 WOWOWオンデマンド、1月18日～期間限定アーカイブ配信）[85]
- 『開局30周年無料2Days 本気でエンタメ愛スペシャル ＃11～＃12』（2021年1月17日 WOWOWプライム）[86]
- 『tkmkキッチン おかわり配信』（2021年3月9日 WOWOWオンデマンド）[87][83]
- ytv読売テレビ特番『光に当たるな！暗闇怪盗L』（2021年3月26日 読売テレビ）[88]
- 『ピーチケプラス』（2021年9月18日 関西テレビ放送）[89]
- 『ピーチケパーチケ』（2021年9月22日 関西テレビ放送）[90]
- tvo『デートなう』case 02 あのん✕近藤頌利（2021年10月12日 テレビ大阪）[91]
- 鎌苅健太＆井澤勇貴の新感覚バラエティイベント『少年bar - P8 -』（2021年12月28日 配信 ） - 1部・2部にゲスト出演[92]

### リモート演劇・オンライン演劇
- ネット配信 朗読劇 『うち劇』 第二弾『振り向くな、後ろには未来はない』（2020年5月6日、SPWN『うち劇』公式サイト） - 小吉 役 [93]
- テレビ電話ドラマ『令和2年オンライン飲み会をやってみた』第2・4・5・7・8・10話（2020年5月30日 - 8月1日、スタイルオフィスメディアYoutubeチャンネル） - カズマ 役 [94]
- 劇団Patch“Zoom生演劇”『ロックダウンスパイ』第4話（2020年6月19日・20日・21日、Match-ing!公式サイト） - ゲスト出演：サンちゃん 役 [95]
- 方南ぐみ企画  読み聞かせ『あたっく No.1』 （2020年8月28日、Streaming+） - 大滝鉄男 役 [96]
- ワタナベエンターテインメント 『第4回 俳優落語』（2021年5月30日） - にぎやかし出演 [97]
- ワタナベエンターテインメント 『第5回 俳優落語』（2021年10月16日 SPWN） - 演目「目黒のさんま」[98]

### イベント・その他
- ファンイベント『劇団Patchのパッチこーい!!』（2016年1月24日、HEPホール）[99]
- ABCホール開館8周年記念『中之島春の文化祭2016』（2016年5月1日 Fブロック 大阪 ABCホール）[100]
- タカトーク Xmas 2016（2016年12月24日、CBGKシブゲキ!! ） - 18:00の回ゲスト出演 [101]
- 体験型音楽フェスティバルMusic Festival, teamLab Jungle』(2016年12月27 - 28日 大阪・堂島リバーフォーラム）[102][103][104]
- 劇団Patchで年忘れ!紅白パチ合戦2016〜前前前世から千千千円と決めてたよ〜（2016年12月31日、森ノ宮ピロティホール）[105]
- 劇団ジャングル第5幕 ～関西からの刺客!?劇団Patch襲来!!いやここ大阪だけど…～（2017年5月13日、dependent theatre 2nd）[106]
- 劇団ジャングル裏5幕～関西からの刺客！劇団Patch浴衣で東京に殴り込み！！？～（2017年7月22日、表参道GROUND）[107]
- 永田崇人ファンイベント「タカトーク2017」（ 2017年11月5日、東京証券会館） - 18:00の部にゲスト出演 [108]
- 劇団ジャングル第10幕～関西からの刺客！劇団Patchで小倉に殴り込み！！？～（2017年11月25日、あるあるCity 地下1階イベントホール）[109]
- 永田崇人ファンイベント「タカトーク summer 2018」（2018年6月4日、大阪・HEP HALL） - 12:00の部にゲスト出演 [110]
- 劇団Patchのファン感謝祭！『劇団Patchのパッチこーい!! vol.3～時は来た。全員集合2days祭り!!～』（2018年9月3日、ABCホール）[111]
- 劇団Patchのファン感謝祭！東京初上陸『劇団Patchのパッチこーい!!〜ボクカツ。終活祭り!!～』（2018年11月18日、博品館劇場）[112]
- 『永田崇人・近藤頌利 おでかけ! in 軽井沢』（2018年11月24日、東京・ベルサール神保町アネックス）[113]
- 舞台『光より前に～夜明けの走者たち～』アフタートーク ゲスト出演（2018年11月30日 19時公演 大阪 ABCホール）[114]
- 永田崇人ファンイベント「タカトーク tour 2019 in名古屋」（2019年4月16日、東別院ホール） - 1部・2部にゲスト出演 [115]
- 『永田崇人・近藤頌利 おでかけ！in 宮古島』（2019年10月5日、大阪・泉佐野市立文化会館 エブノ泉の森 小ホール / 11月17日 、ベルサール飯田橋駅前）[116]
- 劇団Patchのファン感謝祭『劇団Patchのパッチこーい!! vol.4 ～パチベンジャーズ全員集結!!2019年のエンドゲーム!!～』（2019年12月16日、大阪・YES THEATER）[117]
- 劇団Patch『中山義紘バースデーイベント　三十祭～なかよしの宴2020～』（2020年2月24日、大阪・森ノ宮ピロティホール）[118]
- 『永田崇人・近藤頌利おでかけ! in宮古島』アンコール放送記念 配信イベント（2020年6月15日、アプリ“fanicon”内“fanistream”にて生配信）[119]
- 小坂涼太郎 24th Birthday「Monochrome vol.3」〜第二部〜 17：00開演の回にゲスト出演  (2020年7月5日、浜離宮朝日ホール・小ホール）[120]
- 中川晃教コンサート2020 feat.ミュージカル『チェーザレ 破壊の創造者』（2020年7月12日） - トークゲスト出演 [121]
- 近藤頌利 1st DVD『出会い旅』発売記念 お渡し会イベント（2020年10月10日、東京・HMV&BOOKS SHIBUYA / 10月11日 大阪・HMV&BOOKS SHINSAIBASHI）[122][123][124]
- 近藤頌利 カレンダー2021　お渡し会イベント (2020年11月23日 東京・HMV&BOOKS SHIBUYA）[123][125]
- 近藤頌利 1st DVD『出会い旅』オンラインサイン会 (2020年11月30日 MEN'S SCROLL Youtubeチャンネル) [123][124]
- 三好大貴＆星璃 三ツ星 Monthly Online Event『RUSH!! vol.1』 (2021年2月14日 SPWN公式サイト ) - 1部・2部にゲスト出演 [126]
- 近藤頌利オンラインイベント「頌利の部屋〜誕生日会やるってよ〜」(2021年4月12日 SPWN公式サイト)[127][128]
- 野球×エンターテインメント『ACTORS☆LEAGUE 2021』（2021年7月20日 東京ドーム）[129]
- 橋本祥平＆川隅美慎 「HEY-B PARTY #1」（2021年9月15日 ゲスト出演）[130]
- ワタナベエンターテインメント 『第5回 俳優落語』有観客事前収録（2021年10月8日 巣鴨 志學亭） - 演目「目黒のさんま」[98]
- 近藤頌利1st写真集「軌跡」発売記念イベント（2021年10月9日 大阪・TSUTAYA EBISUBASHI / 2021年10月10日 東京・SHIBUYA TSUTAYA）[131][132][133]
- 舞台『刀剣乱舞』七周年感謝祭 -夢語刀宴會-（ゆめがたりかたなのうたげ）（2023年8月4日 - 6日、幕張メッセ 幕張イベントホール） - 大千鳥十文字槍 役[134]
- 近藤頌利 THE LIVE 2024 (2024年11月24日 )

### ラジオ
- 『橋詰優子の劇場に行こう！』必死のPatchコーナー（2019年10月19日 ゲスト出演 ABC radio）[135][136]
- 『俳優は夜に語りき』（2020年7月17日 - 11月26日 週替わり出演 AuDee）[137]
- 『俳優と深夜に語りき』（2020年7月17日 - 11月26日 週替わり出演  2020年12月31日 有料配信終了 BOOTH）[138]
- 小坂涼太郎の『俳優は夜に語りき』（2020年8月27日 ゲスト出演 配信サイト AuDee）[137]
- 小坂涼太郎の『俳優と深夜に語りき』（2020年8月27日 ゲスト出演 2020年12月31日 有料配信終了 BOOTH）[138]
- 『ALL GOOD FRIDAY』内コーナー「HAPPY DATE」（2020年10月30日  11:30-16:00 ゲスト出演 J-WAVE）[139][140]
- 『近藤頌利 勝利の法則』（2021年1月7日～毎週木曜 AuDee）[141]

### 玩具
- DXオメガスラッガー（2025年7月5日） - オオキダソラト 役

### 中止または延期
新型コロナウイルスの影響による中止・延期
- ミュージカル『チェーザレ 破壊の創造者』（2020年4月13日 - 5月11日、明治座） - ドラギニャッツォ 役[全公演中止] [142]
- 舞台『弱虫ペダル SPARE BIKE編～Heroes～』（2020年7月7日 - 12日、天王洲 銀河劇場 / 7月18日 - 19日、南海浪切ホール） - 巻島裕介 役[全公演中止] [143]
- 舞台『素敵なカミングアウト』（2020年8月18日 - 23日、六行会ホール） - 主演・苫米地次郎 役[全公演中止] [144]
- 朗読劇  平和と戦争 朗読三部作+α『あたっくNO.1』（ 2020年8月28日 三越劇場 ） [全公演中止][145]

## 作品

### DVD
- 近藤頌利 1st DVD『出会い旅』（2020年10月10日、MEN'S SCROLL 株式会社スクロール）[123][146]

### 写真集
- 近藤頌利1st写真集『軌跡』（2021年9月24日、東京ニュース通信社）[147][148]